# 南部無右衛門
南部 無右衛門（なんぶ ぶえもん、生没年不詳）は、戦国時代の武将。諱は光顕。通称は武右衛門とも。
槍一筋に生きた荒武者で、加藤清正、小早川秀秋、丹羽長重などに仕えて武名を顕した。丹羽家改易後は剃髪して京で隠棲したという。

## 逸話
- 浅井畷の戦いで、丹羽家の家老江口三郎右衛門が敵に深入りし窮地に陥った。同僚の永原松雲は「もはや江口は助からん。見捨てるしかない」と言ったが、無右衛門が敵に突入しあっという間に江口を救いだした。平素己の軍略を誇り、無右衛門を木端武者と馬鹿にしていた永原は面目を失くしたという。
- 天正天草合戦で、無右衛門は山岡道阿弥と共に加藤清正軍の先陣だった。清正は無右衛門たちの陣を見て、「そんなところに構えては高所から攻め掛って来る敵に崩されてしまうぞ」と言ったが無右衛門は「この無右衛門に任せれば崩されることなどありませぬ」と豪語した。戦が始まると清正の予想通り先陣は崩されてしまい「やはり崩されたではないか！」と激怒されたが、無右衛門は「私は崩されてなどおりません。一旦陣を下げて立て直そうとしたら山岡が逃げてしまったため崩れたのです。責めるなら山岡だけを責めてください」とうそぶいたという。